# Sphagnum molle
Sphagnum molle ist ein Torfmoos, das in die Sektion Acutifolia der Gattung der Torfmoose (Sphagnum) gestellt wird und zu den Laubmoosen (Bryophyta) gehört. Diese Art wird in deutschsprachigen Regionen „Weiches Torfmoos“ genannt.

## Beschreibung

### Merkmale der Pflanze
Die typischerweise sehr kompakten Pflanzen zeigen normale Größe und sind im nassen Zustand weich und locker, jedoch steif, wenn sie austrocknen. Die Köpfchen sind flach und üblicherweise groß. Die Färbung der Pflanzen ist bleich weißlich, gelblich oder auch purpurähnlich-bläulich und gelegentlich tief purpur-rot. Sie verfügen in trockenem Zustand über keinen metallischen Schein.
Die Stämmchen zeigen sich bleich-grün bis strohfärbig. Ihre äußersten Rindenzellen der Hyalodermis haben keine Atemporen.
Die Stammblätter sind recht variabel von verlängert-zungenförmig bis zu eiförmig gestaltet und über der Mitte am breitesten. Ihre Spitzen sind breit und gezähnt. Die wasserspeichernden Zellen, die Hyalocyten, zeigen sich eingeengt rhomboid, ungeteilt oder einmal geteilt und sind in den äußeren, distalen Bereichen mit Mikrofibrillen verstärkt. Die nach außen gewölbte konvexe Oberfläche trägt Membran-Falten, die konkave Oberfläche 1 oder (2–3) längliche Membran-Lücken.
Die Äste zweigen in Astbüscheln mit 2 stehenden und 1–2 hängenden Ästen ab und sind selten 5-reihig gegliedert.
Die Astblätter haben ein eiförmiges Aussehen, sind nach innen gewölbt, gerade ausgerichtet und 1,6–2,2 Millimeter lang. Die Spitzen zeigen sich steif nach unten eingerollt, breit gestutzt und bis zu 8-fach gezähnt; die Blattränder sind infolge der Zellwandabnützung mit einer Resorptionsfurche versehen und gezähnt. Die hyalinen Zellen sind an der konvexen Oberfläche sich aufwölbend und klar sichtbar und nahezu eben an der konkaven Oberfläche gestaltet. An der konvexen Oberfläche stehen die eingeengt elliptischen Poren entlang der Zellanbindung; sie verändern sich von kleineren Poren nahe der Spitze bis zu großen rundlichen Poren an Basis. Die konkave Oberfläche ist in vom Zentrum entfernten proximalen Regionen mit großen runden Poren versehen.

#### Geschlechtliche Merkmale
Die geschlechtliche Ausrichtung ist einhäusig. Die Sporen sind 27–33 µm groß und fein warzig an beiden Oberflächen und mit verschiedenen y-artigen Auswüchsen an der distalen Oberfläche. Die Sporenkapseln reifen vom frühen Sommer bis Sommermitte.

## Standort und Verbreitung
Sphagnum molle ist in der biogeographischen Region der Holarktis in Nordamerika und Europa in niederen und hohen Höhenstufen verbreitet. Es wächst als an schwache Nährstoffversorgung angepasste minerotrophe Art in nährstoffarmen, oligotrophen Lebensräumen mit saurem pH-Wert von 3,4 bis 4,0. Das sind im Einzelnen Hochmoore, Feuchtheiden und Borstgrasrasen und Sanddünen, sie formt dichte Polster unter Gräsern und Seggen in nordamerikanischen Prärien, Kiefernbeständen, Sümpfen, Teichränder und Gräben, denen regelmäßig Wasser zugeführt wird.
Die nordamerikanischen Vorkommen liegen in Kanada in Neufundland und auf der Labrador-Halbinsel sowie in den Bundesstaaten Maine, New York, New Jersey, Delaware, Kentucky, Virginia, North Carolina, South Carolina, Georgia, Florida, Alabama, Mississippi, Louisiana und Texas in den Vereinigten Staaten von Amerika.
Sphagnum molle ist in Europa weit verbreitet. Beispielsweise sind hier Deutschland, Österreich, die Schweiz, Schweden und Norwegen angeführt.
In der Moosflora 4. Auflage wird auch Ostasien als Verbreitungsgebiet genannt.

## Systematik
Sphagnum molle wird in der Sektion Acutifolia der Gattung Sphagnum innerhalb der monogenerischen Familie Sphagnaceae geführt. Als Synonymbezeichnungen werden Sphagnum labradorense Warnst. und Sphagnum tabulare Sull. genannt.

## Gefährdungssituation und Schutzmaßnahmen
Die Bestandssituation von Sphagnum molle ist durch die allgemeine Reduzierung von Nassbereichen gekennzeichnet. Die Art wird in der nationalen Roten Liste gefährdeter Arten Deutschlands als „stark gefährdet“ bezeichnet und auch in der Roten Liste des Landes Brandenburg mit einer nicht näher definierten Gefährdungskategorie versehen. Das Land Saarland führt die Art in der Kategorie „ausgestorben oder verschollen“.
In der Schweizer Roten Liste wird diese Torfmoosart als „VU-verletzlich“ beurteilt.
Gemeinsam mit allen Torfmoosen wird auch Sphagnum molle auf der Ebene der Europäischen Union durch die Fauna-Flora-Habitat-Richtlinie Nr. 92/43/EWG in der aktualisierten Fassung vom 1. Januar 2007 in Anhang V unter Schutz gestellt.
Die Bundesrepublik Deutschland schützt die Torfmoose über das Bundesnaturschutzgesetz (BNatSchG) und kennzeichnet alle Arten der Gattung Sphagnum in der Anlage 1 zur Bundesartenschutzverordnung zu § 1 Satz 1 als „besonders geschützt“.
Auch die Schweiz stellt für alle Torfmoosarten und somit auch für Sphagnum molle legistische Schutzmaßnahmen bereit. Zusätzlich werden die Moore als Lebensraum der Torfmoose unter Schutz gestellt.